# Евагрије Цариградски
Архиепископ Евагрије (грч. Ευαγριος, -380) - цариградски архиепископ у краћем периоду, почетком 370, до краја 380. Православна црква га помиње 6. марта .

## Биографија
О Евагрију се мало зна. 371. године аријанска заједница изабрала је Демофила за архиепископа Цариграда, која је била упражњена после Евдоксијеве смрти; Сабор је номиновао Евагрија за претендента, којег је за архиепископа поставио Евстатије, прогнани архиепископ Антиохије, који је тајно живео у Цариграду. Избор Евагрија служио је као изговор за народне немире изазване од стране Аријанаца, неколико месеци касније. Цар Валенс, сазнавши за Евагријево посвећење, а такође желећи да заустави верске немире, одмах је послао војнике у Цариград са упутствима за протеривање Евстатија у Визију (према другим изворима и у Кизика), а Евагрија за протеривање из престонице; управљање цркву је цар Валенс предао Демофилу .
Евагрије је остао у изгнанству до своје смрти. Неки извори тврде да је Евагрије по други пут изабран крајем 380. године, после протеривања Демофила од цара Теодосија I Великог.